# Мстёра
Мстёра — посёлок городского типа, центр городского поселения Мстёра в Вязниковском районе Владимирской области России.
Расположен на реке Мстёрке (вблизи её впадения в реку Клязьму), в 14 км от железнодорожной станции Мстёра на современном ходе Транссиба.
Население 4517 чел. (2021).

## История
Существует 2 версии об основании Мстёры. По одной версии, поселения на этой территории Вязниковского района впервые упоминаются в сентябре 1521 года. Исследования документов в Российском государственном архиве древних актов и Российском Государственном историческом архиве проведены доктором исторических наук Еленой Курбаковой и экспертом Минкульта РФ по культурным ценностям Виктором Барановым.

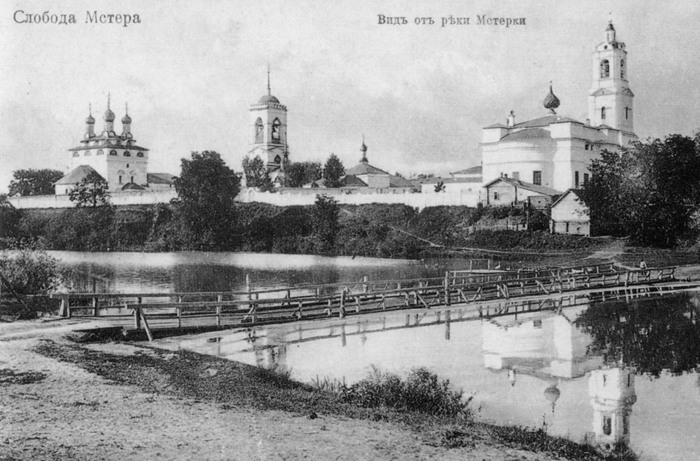
Комплекс Богоявленского монастыря

По другой версии, первое упоминание о Богоявленском погосте на реке Мстёре, относившемся к вотчине князей Ромодановских, встречается в писцовых книгах за 1628 год, чуть позже стала называться Богоявленской слободой. Современное название слобода, ставшая селом, получила в XIX веке. В конце XVII — начале XVIII веков в Мстёре зарождается иконописный промысел. Дальнейший импульс развитию народных ремёсел в Мстёре придала крестьянская реформа 1861 года.
До революции село являлось центром Мстёрской волости Вязниковского уезда.
В конце XIX века открылась небольшая фабрика по производству окладов для икон; в 1908 году был основан меднопрокатный завод. На его базе в 1917 году была образована артель по прокатке красной и зеленой меди «Металлоштамп», которая в 1932 году получила имя В. М. Молотова. В 1960 году артель была преобразованная в Художественную фабрику «Ювелир», а в 1972 году — в завод художественных изделий «Ювелир», который позже был реорганизован в ЗАО «Мстерский ювелир». Только за 1985—1986 годы завод выпустил более 1 млн штук орденов Отечественной войны II степени из серебра.
Исторически Мстёра была центром производствам икон. По статистике за 1911 год, в Мстёре было 18 иконописных заведений. 4 фирмы изготавливали киоты для икон, 24 осуществляли фольгоуборные работы, было 8 ризочеканных мастерских. Также в городе было 3 кирпичных завода.
В 1923 году иконописцы-кустари Н. П. Клыков и А. И. Брягин организовали небольшую артель «Древнерусская народная живопись». В 1931 году создаётся уже более крупная артель «Пролетарское искусство», объединившая работавших в технике лаковой живописи мстёрских художников, бывших иконописцев.
Один из важных промыслов Мстёры — вышивание кружев. До революции мастерицы создавали утилитарные вещи, но после установления советской власти вышивальщицы стали создавать монументальные панно с изображением вождей или агитационными сюжетами.
Статус посёлка городского типа Мстёра имеет с 1935 года.

## Население
| 1859  | 1890  | 1897  | 1923  | 1926  | 1939  | 1959  | 1970  | 1979  |
| ----- | ----- | ----- | ----- | ----- | ----- | ----- | ----- | ----- |
| 2615  | ↗3185 | ↗4147 | ↘3390 | ↗4042 | ↗5229 | ↗6462 | ↗6560 | ↗6783 |
| 1989  | 2002  | 2009  | 2010  | 2011  | 2012  | 2013  | 2014  | 2015  |
| ↘6307 | ↘5598 | ↘4897 | ↘4859 | ↘4815 | ↘4736 | ↘4622 | ↘4495 | ↘4370 |
| 2016  | 2017  | 2018  | 2019  | 2020  | 2021  |       |       |       |
| ↘4270 | ↘4153 | ↘4079 | ↘3977 | ↘3917 | ↗4517 |       |       |       |

## Экономика
Мстёра — один из крупнейших в России центров традиционных художественных промыслов: лаковой миниатюры на папье-маше, вышивки и ювелирных изделий. Работает ряд фабрик, в том числе строчевышивальная (белая мстёрская гладь и «владимирские швы»), АО «Мстёрский ювелир» (посуда и столовые приборы из серебра и цветных металлов, ювелирные изделия), фабрика игрушек, мебельная фабрика.

## Достопримечательности
- Художественный музей[31].
- Богоявленский монастырь (среди строений расположена Богоявленская церковь 1687 года).

## Известные люди
В посёлке Мстёра родились:
- Голышев, Иван Александрович (1838—1896) — российский издатель, литограф, археолог, этнограф и статистик[32];
- Чириков, Осип Семёнович (ум. 1903) — российский художник-иконописец и реставратор[33];
- Чириков, Григорий Осипович (1882—1936) — российский и советский реставратор, иконописец и коллекционер[33];
- Брягин, Николай Иванович (1885—1933) — художник-иконописец и реставратор;
- Брягин, Александр Иванович (1888—1949) — художник-иконописец, реставратор и миниатюрист;
- Тюлин, Александр Фёдорович (1885—1955) — советский агрохимик и почвовед, профессор[34]
- Чиркин, Вениамин Евгеньевич (1924—2019) — советский и российский учёный-правовед, специалист по теории государства и права, конституционному и международному праву, доктор юридических наук.
- Князев, Сергей Николаевич[укр.] (род. 18 октября 1971) — глава Национальной полиции Украины, член Коллегии Министерства внутренних дел Украины.
- Хохлов, Николай Фёдорович (род. 20 июля 1953) — доктор сельскохозяйственных наук[35]

С посёлком Мстёра связана судьба:
- Егоров, Валерий Сергеевич (1930—1998) — художник-живописец